# 手洗い

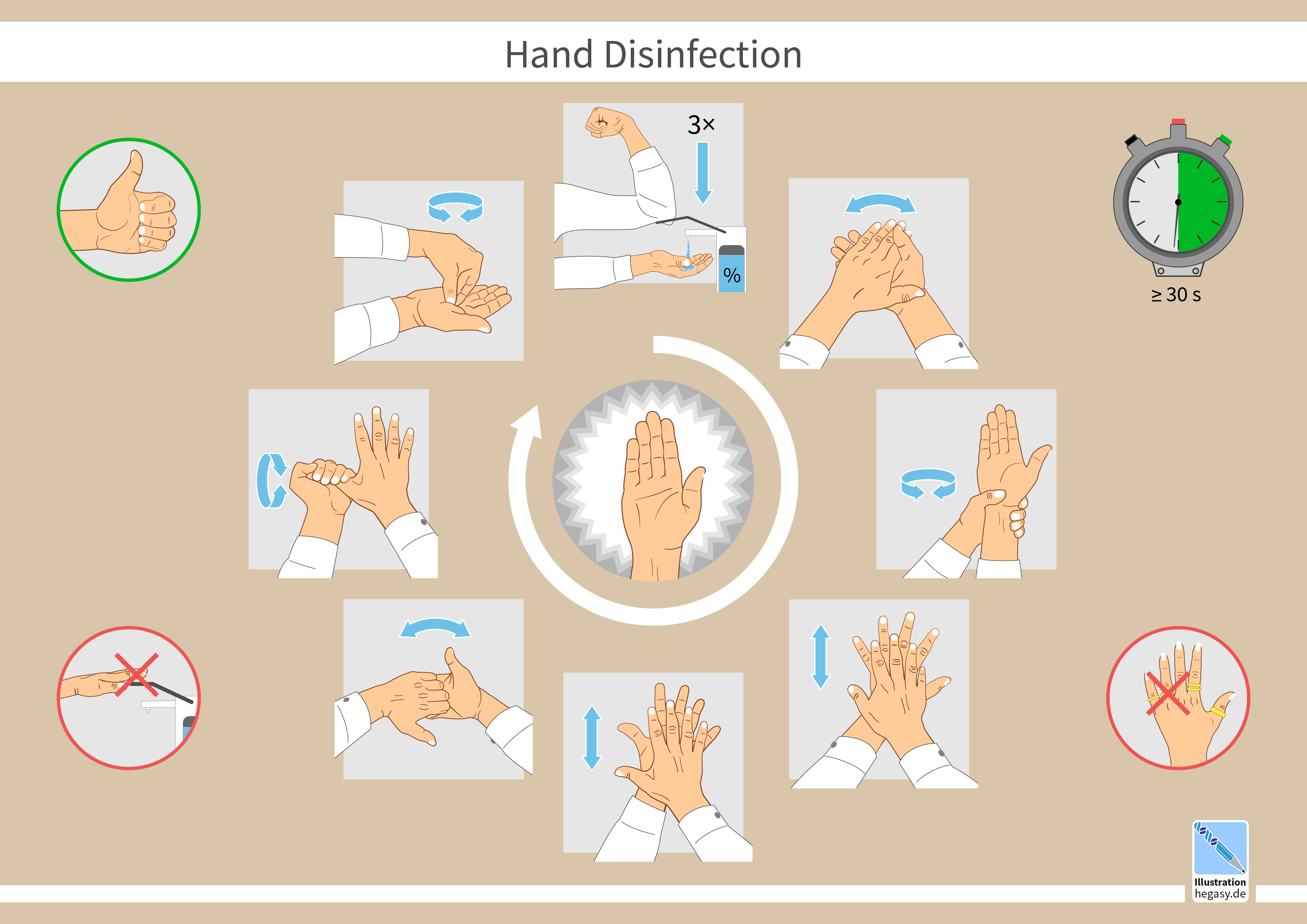
ドイツの標準 DIN EN 1500での手洗いの手順の図解

手洗い（てあらい、英: hand washing あるいは handwashing）は、手指の汚れや微生物を除去する行為である。感染症への感染や食中毒の予防に大きな効果がある。

## 歴史
中世ヨーロッパ貴族や聖職者においては、マナーとして食事の前後に手を洗っていた。13世紀のマナーの本『Les Contenances de la table』(フランス語で「食卓の作法」)には、「指は清潔にし、爪はきれいに手入れをしなさい」と書かれている。中世ヨーロッパ貴族が客を迎え入れた際に、まず手洗い場へ案内し、手洗い用の水が入った容器やタオルで迎え、ホストの品格などを見せる場となった。また全員が大広間に到着するとホストが登場し、ホストが最後に手を洗い終わるまでゲストは見守ることとなっていた。
手洗いを医療の改善と結びつけて説いた先駆者としてハンガリー人医師のセンメルヴェイス・イグナーツが知られている。センメルヴェイスが勤めていたオーストリアのウィーン総合病院には、男性医師たちが担当する産科病棟と女性助産師たちが担当する産科病棟があったが、後者の病棟のほうが産褥熱での死亡率がはるかに低かった。センメルヴェイスは接触により原因物質が産科病棟に持ち込まれていると考え「腐敗性動物性有機物」と呼び、これを避けるために1847年に学生や部下の医師たちに手洗いを義務付けたところ死亡率は大きく低下した。これはルイ・パスツールやジョゼフ・リスターが病原菌について大きな業績を挙げるよりも前の出来事である。
しかし、センメルヴェイスの学説は当時の医学界には受け入れられなかった。
1867年にジョゼフ・リスターが感染症の予防策として手や手術道具の消毒を推奨し、1870年代には医師による手術前の手洗いが少しずつ普及。センメルヴェイスの学説はルイ・パスツールの病原菌説とつながり、病気の原因や感染経路の調査方法を変えていった。
日常的な手洗いの重要性が知られるようになったのは、さらに後のことで、米国で手洗いに関するガイドラインが制定されのは1980年代のことだった。センメルヴェイスは100年以上経って名誉が回復され、ブダペスト医科大学はセンメルヴェイス大学と改称した。

## 手洗いの分類
手洗いは要求される清浄度に応じて、（1）外出先から帰宅した場合などにおいて汚れの除去を目的とする日常手洗い、（2）学校給食の調理現場などにおいて通過細菌の除去を目的とする衛生的手洗い、（3）外科手術などにおいて常在細菌の除去も目的とする手術時手洗いとに分けられる。
一般には石鹸やハンドソープ等で、手の平・手の甲・指先・指の間・親指・手首の順番で洗って行く（「平・甲・先・間・親の首」で覚えると良い）。勿論、石鹸を水で流し、タオルやハンカチ等で手に付いた水を拭き取る事を心掛ける事により、黴菌の繁殖を防ぐ事にも繋がる。なお、爪を洗う際に爪ブラシ（ネイルブラシ）が用いられることもある。

### 日常手洗い
日常手洗いは外出先から帰宅した場合などに一般家庭で行われる手洗いである。石けんと流水による方法で十分な場合が多く適宜アルコールなども用いられる。
感染症の予防法として幼稚園や小学校の幼少時からうがいと並んで教えられる。確実な感染症予防には消毒液も使われ、特に風邪やインフルエンザの予防には効果があるとされ、ノロウイルス対策にも効果が期待できるといわれる（石けんやアルコールそのものにはノロウイルスを直接失活化させる効果はないが、手の脂肪などの汚れを落とすとともにウイルスを剥がれやすくするという効果は認められている）。新型コロナウイルスは、流水による15秒の手洗いだけで手や指に付着しているウイルスの数が1/100に、石けんやハンドソープで10秒もみ洗いし、流水で15秒すすぐと1万分の1に減る。しかし、必要以上の手洗いの繰り返しは皮膚を健全に維持するのに必要な油脂まで洗い流してしまい、肌荒れなどの皮膚病の原因ともなる。
特にトイレに行った後は、石鹸と水で少なくとも20秒間、頻繁に手を洗うこと。食べる前に；鼻をかむ、咳をする、またはくしゃみをした後。そしてあなたの家の外から来るものを扱った後。石鹸と水がすぐに手に入らない場合は、少なくとも60％のアルコールを含むアルコールベースの手指消毒剤を使用し、手のすべての表面を覆い、乾くまでこすり合わせる。手が目に見えて汚れている場合は、必ず石鹸と水で手を洗うこと。

### 衛生的手洗い
衛生的手洗いは学校給食の調理現場などで通過細菌や汚染菌の除去を目的に行われる手洗いである。特に爪の間の菌の除去のために爪ブラシを使用するとともにアルコールによる消毒も必要となる。使い捨てのペーパータオルも多く用いられ、ペーパータオル
によって水分をしっかりと取り去ることで付着微生物を少なくすることができるという研究結果がある。

### 手術時手洗い
手術時手洗いは外科手術など最も清浄度が要求される環境において常在細菌の除去も目的に行われる手洗いである。

## 石鹸および消毒薬

### 石鹸
薬用石鹸には皮膚の殺菌消毒用のデオドラントソープと肌荒れ防止用のメディカルソープの2種類がある。デオドラントソープには塩化ベンザルコニウムやイソプロピルメチルフェノール、トリクロサン等の殺菌剤成分が含有されている。またメディカルソープには肌荒れを防止する成分が含まれており、アセルイセチアンサン塩等の界面活性剤が洗浄成分として含有される。

### 消毒薬
消毒用エタノール、イソプロパノール、ポビドンヨード、希ヨードチンキ、塩化ベンザルコニウム、塩化ベンゼトニウム、クロルヘキシジンなどが利用される。

## 強迫性障害と手洗い
強迫性障害の症状の一つに洗浄強迫というものがある。シェイクスピアの戯曲「マクベス」におけるマクベス夫人が当障害を患った描写があるほど古くから知られている。手の汚れが気になり、何度も洗わねばいられないという症状である。それを繰り返さないと不安がつのるため自分でもおかしいと思いながらもやめられない。治療にはSSRIなどをはじめとする抗うつ薬や、ベンゾジアゼピン系などのマイナートランキライザーを主とした薬物療法と並行して行動療法や認知行動療法などが有効である。